# هوبسن ۱۸۷۷۷
سیارک ۱۸۷۷۷ (به انگلیسی: 18777 Hobson، نامگذاری:1999JA41) هجده هزار و هفتصد و هفتاد و هفتمین سیارک کشف شده‌است که در ۱۰ مه ۱۹۹۹ کشف شد.
قدر مطلق سیارک برابر ۱۲.۹ است.